# Мартиненко Світлана Миколаївна
Мартиненко Світлана Миколаївна (нар. 24 січня 1963 року, м. Кобеляки Полтавська область) — педагог, доктор педагогічних наук (2009), професор (2010), проректор з науково-педагогічної діяльності КМУ.

## Біографічні дані
Народилася 24 січня 1963 року в м. Кобеляки. 
У 1983 році закінчила з відзнакою Полтавський педагогічний інститут. У 1980-90 роках працювала вчителем. 
- З 1983 по 1995 рік — учитель української мови і літератури, заступник директора з навчально-виховної та науково-методичної роботи середньої школи № 107 Подільського району м. Києва;
- З 1995 по 1999 рік — старший викладач кафедри педагогіки Київського міжрегіонального інституту вдосконалення вчителів;
- З 2000 по 2008 рік — завідувач кафедри педагогіки, декан педагогічного факультету Київського університету імені Бориса Грінченка; 
  - З 2008 по 2010 рік — проректор із соціально-гуманітарних питань;
  - З 2010 по 2017 рік — завідувач кафедри початкової освіти.

З 2014 року є головним редактором журналу «Початкова школа і сучасність».

## Наукова робота
У 1999 році захистила дисертацію на здобуття наукового ступеня кандидата педагогічних наук з теми: «Організаційно-педагогічні умови функціонування і розвитку середніх закладів освіти для здібних і обдарованих дітей». У 2001 році присвоєне вчене звання доцента. У 2009 році захистила дисертацію на здобуття наукового ступеня доктора педагогічних наук з теми: «Система підготовки майбутнього вчителя початкових класів до діагностичної діяльності». У 2010 році присвоєно вчене звання професора.
Наукові дослідження: педагогічна діагностика, професійна підготовка майбутніх учителів початкової школи, формування комунікативної компетентності, особистісно-професійне зростання.
Має більше 300 наукових і науково-методичних публікацій з проблем професійної освіти. Автор 3 одноосібних і співавтор 6 колективних монографій, 2 підручників, 5 навчальних посібників. Під її керівництвом захистили кандидатські дисертації 16 здобувачів наукового ступеня кандидата педагогічних наук, 2 — доктора філософії за спеціальністю «Професійна освіта» і 1 здобувач наукового ступеня доктора педагогічних наук.

## Основні праці
За ЕСУ:
- Загальна педагогіка: Навч. посіб. 2002 (співавт.);
- Діагностична діяльність майбутнього вчителя початкових класів: теорія і практика. 2008;
- Основи діагностичної діяльності вчителя початкової школи: Навч.-метод. посіб. 2010;
- Вивчення особистості молодшого школяра засобами педагогічної діагностики: Навч.-метод. посіб. 2013 (співавт.);
- Діагностування особистісно-професійних якостей вчителя початкової школи: Навч.-метод. посіб. 2015 (усі — Київ).[2]

## Нагороди
- Відмінник народної освіти УРСР (1989)
- Відмінник освіти України (2004)
- Медаль Бориса Грінченка (2013)
- Почесні грамоти МОН України
- Грамоти Головного управління освіти і науки КМДА
- Подяки Київського міського голови
- Почесна відзнака Голови КМДА (2024)[3]

## Джерело
- Н. М. Бібік. Мартиненко Світалана Миколаївна // Енциклопедія сучасної України / ред. кол.: І. М. Дзюба [та ін.] ; НАН України, НТШ. — К. : Інститут енциклопедичних досліджень НАН України, 2018. — Т. 19 : Малиш — Медицина. — 687 с. — ISBN 978-966-02-8345-9.